# Artabanus III
Artabanus III was een tegenkoning van de Parthen van ca. 80 tot 90. Hij heerste over een deel van Parthië tegenover Pacorus II. Uit zijn munten blijkt dat hij de troonnaam Arsaces aannam (zie bij Arsaces I). Daaruit valt op te maken dat hij zichzelf associeerde met de Parthische koningsdynastie van de Arsaciden.
Artabanus' munten laten zien dat hij zijn machtsbasis had in Ekbatana. Hoe groot zijn invloed was, is niet geheel duidelijk. Hij had in ieder geval sterk genoeg om steun te geven aan een Romein uit Klein-Azië, die claimde een teruggekeerde keizer Nero te zijn, die zich bij de Parthen zou hebben schuilgehouden.
Uit het feit dat na ca. 90 geen munten van Artabanus meer zijn gevonden, valt op te maken dat hij en zijn aanhangers uiteindelijk het onderspit moesten delven tegen Pacorus.

## Antieke bronnen
- Zonaras, xi, 8.